# رينري

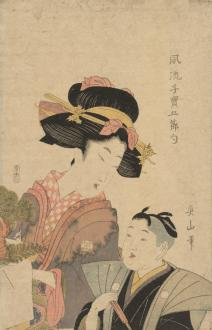

رينري (بالصينية: 人日) وتعني يوم الإنسان تشير إلى اليوم السابع من أول شهر في التقويم الصيني. ووفقاً للأسطورة الصينية فإن رينري كان اليوم الذي خلق فيه الإنسان. يحتفل بهذا اليوم في الصين بالإضافة إلى كافة المناطق المتأثرة بالثقافة الصينية.

## الأسطورة
وفقاً لكتاب «أسئلة وأجوبة عن العادات والطقوس» (答問禮俗說) الذي كتبه دونغ شون في فترة جين، خلقت الحيوانات على سبعة أيام بالترتيب التالي، الدجاجة، الكلب، الخنزير البري، الخروف، البقرة، الحصان، وأخيراً الإنسان. حيث يعتقد بأن الإلاهة نووا (女媧) التي خلقت العالم وخلقت الحيوانات بأيام مختلفة وكان خلق الإنسان في اليوم السابع بعد خلق العالم.

## الاحتفال

### في الصين
وفقاً للأسطورة فإن الاحتفالات بهذا المهرجان ترجع إلى فترة هان وأخذ أهمية أكبر بعد فترة الممالك الثلاث وفترة جن. سابقاً كان الصينين يلبسون في هذا اليوم قبعات رينشينغ (人勝) على رؤوسهم، أو يضعون قصاصات الذهب على شعورهم. كما يتم تأليف الأشعار وكان الإمبراطور الصيني في السابق يمنح ملابس جميلة إلى أتباعه في هذا اليوم.
إن كان الطقس جميلاً في يوم رينري، فإنه يتوقع أن الرب يمنح الحظ السعيد للناس على الأرض، فتطلق الألعاب النارية.
حالياً، أصبح يحتفل بهذا اليوم كجزء من احتفالات رأس السنة الصينية حيث تؤكل سبع أنواع من الخضار التي يعتقد أنها تجلب الحظ والسعادة.

### في اليابان
يطلق على رينري في اليابان اسم جينجيتسو. وهو أحد المهرجانات الفصلية الخمسة (五節句 غو سيكّو) في اليابان. يحتفل به في 7 يناير ويعرف أيضاً باسم ناناكوسا نو سيكو (مهرجان العشبات السبعة). انتقل الاحتفال بهذا المهرجان في اليابان من اليوم السابع في التقويم القمري إلى اليوم السابع من يناير أثناء فترة مييجي، عندما بدأت اليابان باستعمال التقويم الشمسي.